# Sampo
Nella mitologia finnica, il Sampo è un oggetto magico forgiato da Ilmarinen e capace di produrre ricchezza e gioia per chiunque lo possieda.

## La forgiatura

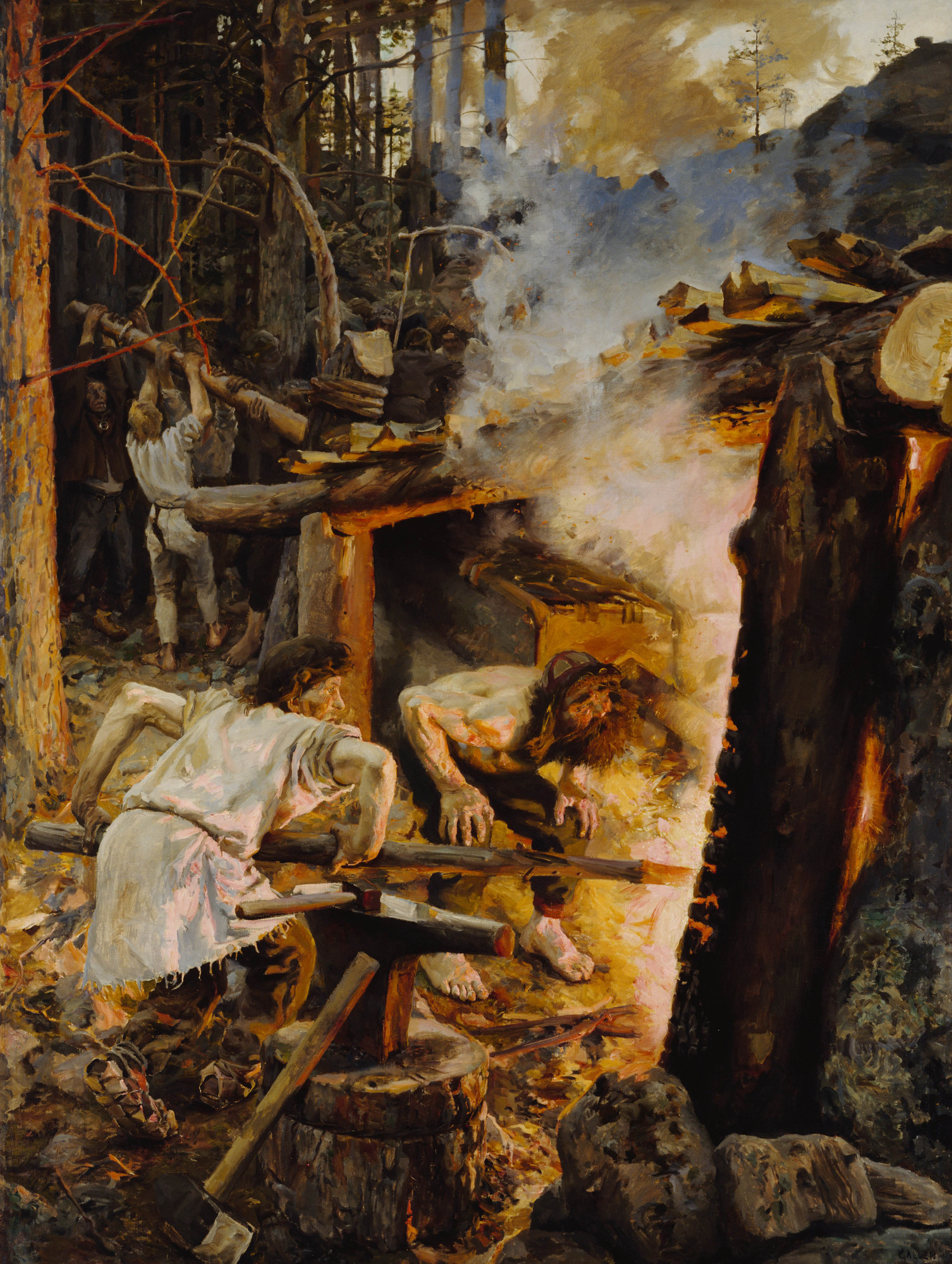
La creazione del Sampo

Il Sampo viene per la prima volta favoleggiato da Väinämöinen alla strega Louhi, nel poema epico finlandese Kalevala: per ottenere la mano della fanciulla di Pohjola ("la terra del nord"), il vecchio vate promette alla strega di inviarle un fabbro in grado di forgiare lo strumento, ed una volta tornato a casa invia a Pohjola Ilmarinen, che viene accolto con onori ed esortato a mettersi al lavoro. Presentiamo qui di seguito un estratto dal runo X:
tutkaeli tullehelta:

«Oletko tullut tuntemahan,

kuulemahan, tietämähän

tuota seppo Ilmarista,

takojata taitavinta?

Jo on viikon vuotettuna

sekä kauan kaivattuna

näille Pohjolan perille

uuen sammon laaintahan.»»
chiese allora al sopraggiunto:

"Hai tu forse conosciuto,

hai sentito mai parlare

d'Ilmari fucinatore,

dell'artefice valente?

Già da un pezzo egli è aspettato,

già da lungo desïato,

nelle terre di Pohjola

nuovo Sampo a fabbricare."»
(Kalevala, canto X, versi 201-210, tratto da Bifröst.it)

## La lotta per il Sampo

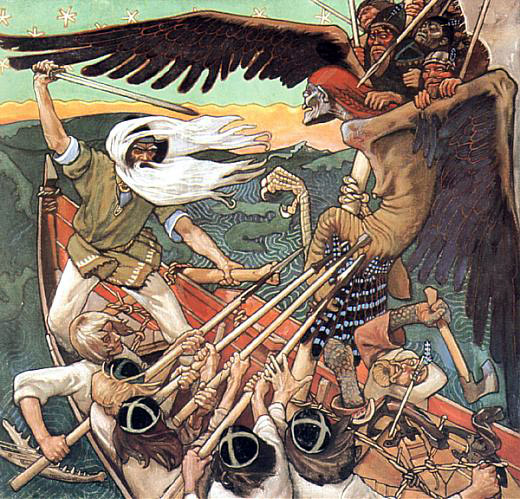
La difesa del Sampo di Akseli Gallen-Kallela

Terminata l'opera, la strega nasconde il sampo sotto un colle chiudendolo con nove lucchetti, mentre Ilmarinen chiedeva la stessa fanciulla di Pohjola come ricompensa. Il sampo è uno dei temi centrali del Kalevala, per la sua riconquista Väinämöinen ingaggia una battaglia sul mare con le genti di Pohjola, dove il Sampo stesso viene distrutto, ma alcune parti naufragano proprio nella terra di Kaleva, dandole prosperità. Nell'ultima parte del poema è quindi Kaleva stessa, difesa da Väinämöinen, a doversi riparare dalle devastazioni della strega Louhi nel tentativo di vendicarsi: dapprima un grande orso, poi il furto del Sole e della Luna.